# Ali Ceesay
Ali Ceesay (* 10. října 1992, Banjul) je gambijský fotbalový obránce v současnosti bez angažmá.

## Klubová kariéra
Svou fotbalovou kariéru začal v Samger FC. Mezi jeho další kluby patří: MŠK Žilina, MFK Zemplín Michalovce, FC ŠTK 1914 Šamorín a FC ViOn Zlaté Moravce.
V Žilině skončil po nevydařené podzimní části sezóny 2013/14 Corgoň ligy.